# Pāli (ort i Indien, Madhya Pradesh)
Pāli är en ort i Indien.   Den ligger i distriktet Umaria och delstaten Madhya Pradesh, i den centrala delen av landet, 700 km sydost om huvudstaden New Delhi. Pāli ligger 467 meter över havet och antalet invånare är 21 287.